# Яковчицы (платформа)
«Яковчицы» (бел. Якаўчыцы) — остановочный пункт в Жабинковском районе Брестской области, расположенный в деревне Малые Яковчицы. Неподалеку расположена деревня Большие Яковчицы и деревня Пруска.
Железнодорожная платформа находится между платформами Столпы и Матеевичи.